# Chionaema gazella
Chionaema gazella là một loài bướm đêm thuộc phân họ Arctiinae, họ Erebidae.